# Витрал, Карина
Карина Витрал Коста (порт. Carina Vitral Costa; род. 1988) — бразильская коммунистка, марксистка и феминистка.

## Биография
Экс-президент Национального студенческого союза (2015—2017), возглавляет Союз социалистической молодёжи Бразилии.
Прославилась на всю страну в 2016 году, организовав студенческие демонстрации в крупных городах против проводимого президентом Бразилии Дилмой Руcеф закона о снижении возраста подростковой уголовной ответственности, а также против пыток в полицейских участках.
На выборах в 2016 году она была кандидатом в мэры Сантуса от коалиции между Партией трудящихся и Компартии Бразилии. Она получила чуть более 14 000 голосов (6 %), заняв второе место, уступив действующему мэру Паулу Барбозе.
Очень образована, в выступлениях часто цитирует наизусть стихи и прозу, прекрасно разбирается в гражданском, уголовном и международном праве. Увлекается танцами на пилоне.